# Малка Сюткя
Малка Сюткя или Малка Сютка (от 29 юни 1942 г. до 5 януари 1946 г. Малък Воден) е връх в Западни Родопи. Височината му е 2078 м. В южното подножие на връх Малка Сютка се намира местността Казармите – обширна седловина, от която започват реките Суйсуза (на изток) и Рибна река (на запад).

## Климат
Характерно температурите са по-ниски, падат голямо количество валежи, има силни ветрове и снежната покривка е дебела и се задържа за по-дълго време.